# Ad Mosam Barok
Ad Mosam Barok is een Nederlands barokensemble, opgericht in 1994, en is gevestigd in Sittard. Ad Mosam geeft in wisselende samenstelling concerten. Sinds 2015 wordt tevens een driedaags muziekfestival georganiseerd. In 2024 werd het dertigjarig bestaan van het ensemble gevierd.

## Musici
De artistieke leiding van Ad Mosam is in handen van Huub Ehlen en Bernard Woltèche. Naast een volwassen koor is er ook een kinderkoor.

## Ad Mosam Barokprijs
In samenwerking met het Prinses Christina Concours wordt jaarlijks de Ad Mosam Barokprijs uitgereikt. De winnaar ontvangt coaching en neemt deel aan een concertreeks van Ad Mosam.
De prijs staat goed bekend, maar er is ook kritiek: zo zouden vrouwenstemmen veel minder in de belangstelling staan bij de prijzen.